# Euclidia annexa
Euclidia annexa là một loài bướm đêm trong họ Erebidae.